# Chích chân khỏe
Chích chân khỏe (tên khoa học: Cettia fortipes) là một loài chim trong họ Cettiidae.

## Tham khảo

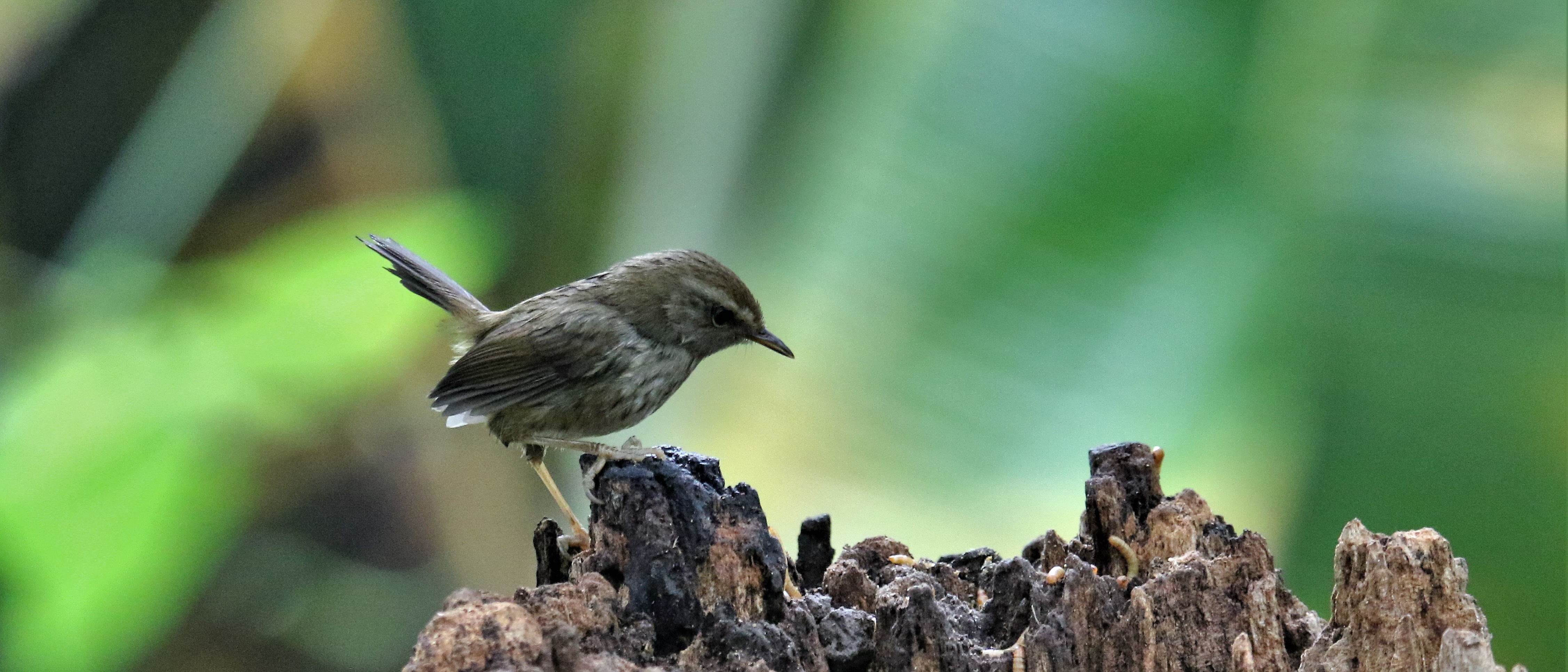
Chíc chân khỏe